# 第225独立強襲連隊 (ウクライナ陸軍)
第225独立強襲連隊（だい225どくりつきょうしゅうれんたい、ウクライナ語: 225-й окремий штурмовий полк）は、ウクライナ陸軍の連隊。陸軍司令部隷下。

## 概要

### ロシアのウクライナ侵攻

#### 北東部・ハルキウ戦線

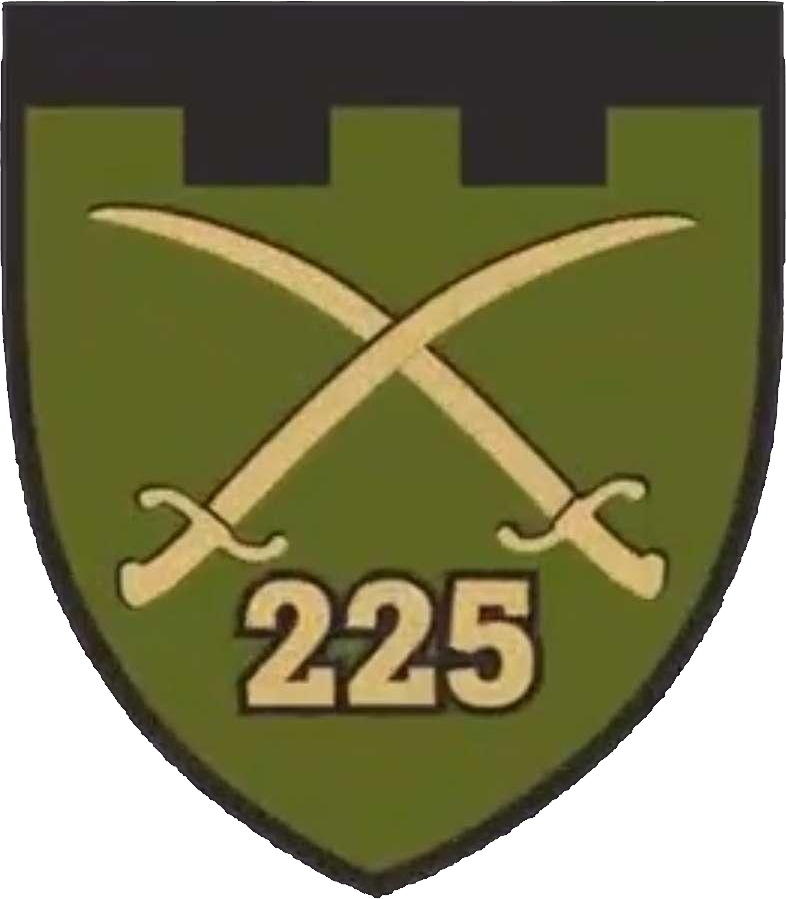
第225独立領土防衛大隊章

2022年3月8日、ロシアのウクライナ侵攻の影響に伴い、ウクライナ領土防衛隊第127独立領土防衛旅団隷下の第225独立領土防衛大隊として創設され、ロシアと国境を接する北東部ハルキウ州に配備された。

#### 東部・バフムート戦線

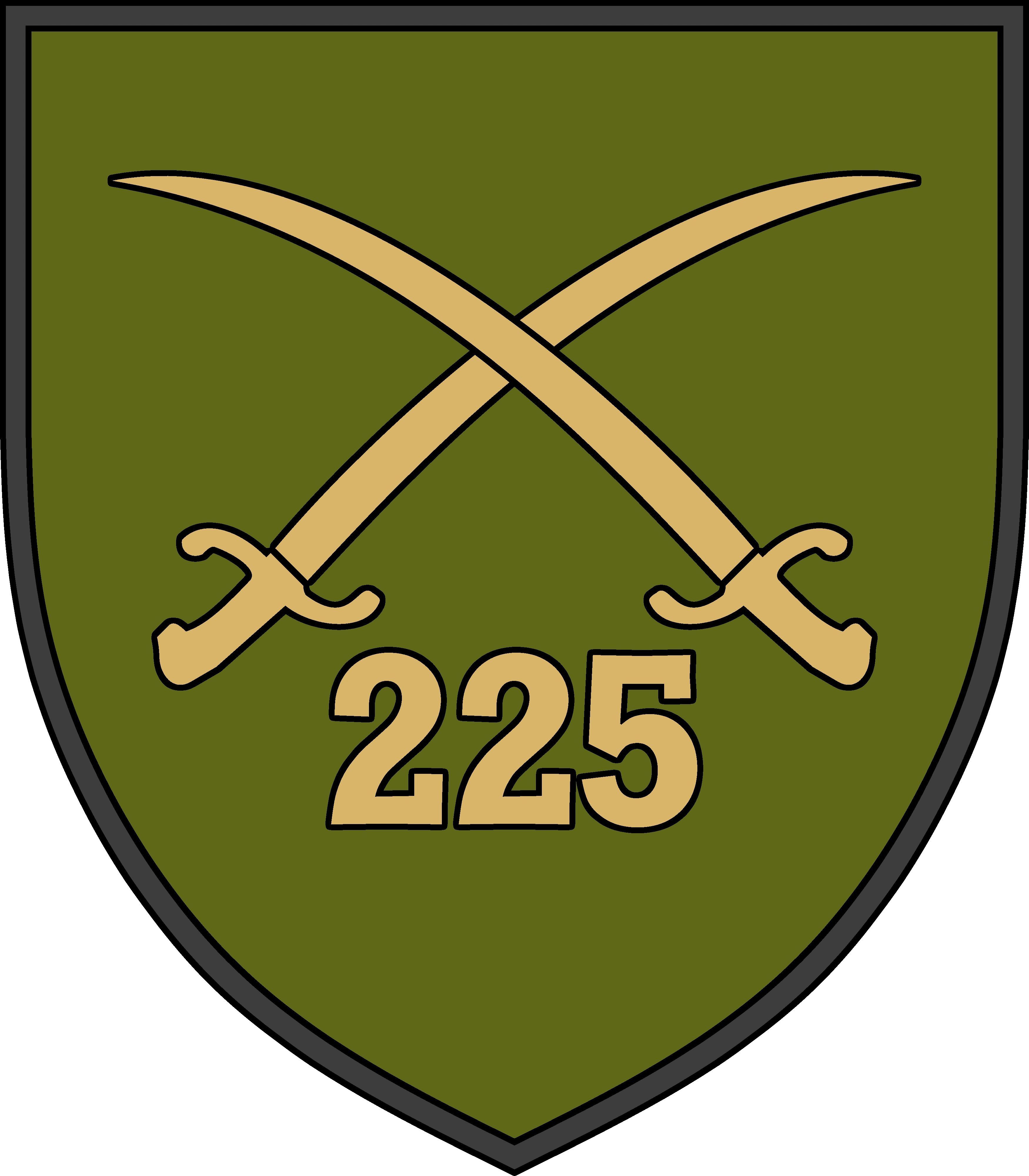
第225独立強襲大隊章

2023年3月、激戦地の東部ドネツィク州バフムート地区に再配置され、バフムート北のソレダル方面を防御した。
2023年7月、ウクライナ陸軍に編入し、強襲部隊化に伴い、第225独立強襲大隊に改編された。

#### 東部・スヴァトヴェ-クレミンナ戦線
2023年10月、東部ルハーンシク州スヴァトヴェ地区に再配置され、友軍の救援でマキイウカ方面を防御した。

#### 東部・アウディーイウカ戦線
2024年2月、激戦地の東部ドネツィク州ポクロウシク地区に再配置され、アウディーイウカ守備隊の救援で第3独立強襲旅団、ティムール特殊部隊と共に市内の後方連絡線を確保して撤退支援した。

#### 東部・バフムート戦線
2024年5月、激戦地の東部ドネツィク州バフムート地区に再配置され、バフムート西のチャシウ・ヤール方面の森で第126独立領土防衛旅団隷下の第223独立領土防衛大隊と共にロシア軍に包囲されたが、ドローンで補給を受けられたことで70日間戦線を維持し、7月に第24独立機械化旅団の攻勢で解囲された。

#### ロシア・クルスク戦線
2024年8月、ロシアと国境を接する北部スームィ州に再配置され、スジャ方面で攻勢を開始した。団員は作戦前日に内容を知らされたが、ロシア軍の防衛線を突破し、30km進撃してクルスク州ダリノを制圧した。2025年1月には長期戦で攻撃が単調化したロシア軍にスベルドリコボ村で釣り野伏せを仕掛け、HIMARSとの連携で殲滅するトリックプレイを見せた。
2025年1月、部隊増強に伴い、第225独立強襲連隊に改編された。

#### 東部・ポクロウシク戦線
2025年3月、激戦地の東部ドネツィク州ポクロウシク地区に再配置され、ポクロウシク方面を防御した。

#### ロシア・ベルゴロド戦線
2025年4月、ロシア・ベルゴロド州に再配置され、ベルゴロド方面に展開した。

## 編制
- 連隊本部（ハルキウ）
- 第1強襲大隊
- 第2強襲大隊
- シュクヴァル大隊
- モロック強襲部隊
- 戦車中隊 ター
- 無人航空偵察中隊 ペンタゴン
- 無人システム中隊 ブラックスワン